# Gare d'Interlaken-Ouest
La gare d'Interlaken-Ouest, appelée en allemand Bahnhof Interlaken West, est une gare ferroviaire de Suisse, située dans la ville bernoise d'Interlaken.

## Situation ferroviaire
La gare est située au point kilométrique (PK) 26,0 de la Thunerseebahn (ligne de Thoune à Interlaken).

## Histoire
En 1872, la ligne à voie normale Bödelibahn ouvre de Därligen à Interlaken (aujourd'hui Interlaken-Ouest).

## Service des voyageurs

### Desserte
Depuis le 9 décembre 2012, le TGV Lyria qui dessert en quotidien Berne, continue sa route vers Interlaken-Est. Le trajet retour sur la section Interlaken - Berne se fait uniquement le samedi et le dimanche. Ce prolongement est néanmoins supprimé en décembre 2017.